# Llista d'alcaldes de l'Hospitalet de Llobregat

Escut de'Hospitalet de Llobregat

L'Alcalde de l'Hospitalet de Llobregat és la màxima autoritat política de l'Ajuntament de l'Hospitalet de Llobregat. D'acord amb la "Llei Orgànica 5/1985", de 19 de juny, del "Règim Electoral General" l'alcalde és elegit per la corporació municipal de regidors, que al seu torn són triats per sufragi universal pels ciutadans de la ciutat de l'Hospitalet de Llobregat amb dret a vot, mitjançant eleccions municipals celebrades cada quatre anys. En la mateixa sessió de constitució de la Corporació es procedeix a l'elecció de l'Alcalde, podent ser candidats tots els regidors que encapçalen les corresponents llistes. És proclamat electe el candidat que obté la majoria absoluta dels vots. Si cap d'ells obté aquesta majoria, és proclamat Alcalde el regidor que encapçala la llista més votada.

## Llista d'alcaldes
Relació històrica d'alcaldes de l'Hospitalet de Llobregat:
| Núm. | Nom | Nom                             | Inici de mandat        | Fi de mandat           | Partit polític        | Partit polític                       |
| ---- | --- | ------------------------------- | ---------------------- | ---------------------- | --------------------- | ------------------------------------ |
|      |     | Rafael Casas i Codina           | 1866                   | 1869                   |                       |                                      |
|      |     | Pere Norta i Campañà            | 1869                   | 1869                   |                       |                                      |
|      |     | Rafael Casas i Codina           | 1869                   | 1872                   |                       |                                      |
|      |     | Josep Diví i Codina             | 1872                   | 1874                   |                       |                                      |
|      |     | Jaume Arús i Cuixart            | 1874                   | 1874                   |                       |                                      |
|      |     | Pere Norta i Campañà            | 1874                   | 1875                   |                       |                                      |
|      |     | Jaume Arús i Cuixart            | 1875                   | 1876                   |                       |                                      |
|      |     | Antoni Parera i Codina          | 1876                   | 1877                   |                       |                                      |
|      |     | Jaume Prats i Carbó             | 1877                   | 1877                   |                       |                                      |
|      |     | Fortunat Prats i Carbó          | 1877                   | 1879                   |                       |                                      |
|      |     | Francesc Goyta i Vergés         | 1879                   | 1881                   |                       |                                      |
|      |     | Pere Norta i Campañà            | 1881                   | 1887                   |                       |                                      |
|      |     | Just Oliveras i Pedrosa         | 1887                   | 1890                   |                       |                                      |
|      |     | Josep Oliveras i Pedrosa        | 1890                   | 1891                   |                       |                                      |
|      |     | Vicenç Albets i Rodamilans      | 1891                   | 1894                   |                       |                                      |
|      |     | Joan Herp i Badia               | 1894                   | 1902                   |                       |                                      |
|      |     | Ernest Mestres i Arrufat        | 1902                   | 1904                   |                       |                                      |
|      |     | Josep Parera i Gelabert         | 1904                   | 1910                   |                       |                                      |
|      |     | Pau Prats i Riera               | 1910                   | 1912                   |                       |                                      |
|      |     | Francesc Marcè i Codina         | 1912                   | 1916                   |                       |                                      |
|      |     | Just Oliveras i Prats           | 1916                   | 1916                   |                       | Lliga Regionalista                   |
|      |     | Josep Rius i Casanovas          | 1916                   | 1918                   |                       |                                      |
|      |     | Just Oliveras i Prats           | 1918                   | 1923                   |                       | Lliga Regionalista                   |
|      |     | Josep Muntané i Almirall        | 1923                   | 1923                   |                       | Dictadura de Primo de Rivera         |
|      |     | Tomás Giménez Bernabé           | 1923                   | 1930                   |                       | Dictadura de Primo de Rivera         |
|      |     | Josep Jordà i Polls             | 1930                   | 1930                   |                       | Dictadura de Primo de Rivera         |
|      |     | Just Oliveras i Prats           | 1930                   | 1931                   |                       | Dictadura de Primo de Rivera         |
|      |     | Josep Muntané i Almirall        | 15 d'abril de 1931     | 1 de febrer de 1934    |                       |                                      |
|      |     | Ramon Frontera i Bosch          | 1 de febrer de 1934    | 14 d'octubre de 1934   |                       | Esquerra Republicana de Catalunya    |
|      |     | Alfredo Martín Velazco          | 14 d'octubre de 1934   | 2 de maig de 1935      |                       | Militar                              |
|      |     | Hilario Rabal Meroño            | 2 de maig de 1935      | 4 de març de 1936      |                       | Partit Republicà Radical             |
|      |     | Ramon Frontera i Bosch          | 4 de març de 1936      | 31 d'octubre de 1936   |                       | Esquerra Republicana de Catalunya    |
|      |     | Francesc Martínez i Alves       | 31 d'octubre de 1936   | 9 de desembre de 1936  |                       | Esquerra Republicana de Catalunya    |
|      |     | Josep Xena i Torrent            | 9 de desembre de 1936  | 9 de febrer de 1937    |                       | Confederació Nacional del Treball    |
|      |     | Francesc Martínez i Alves       | 9 de febrer de 1937    | 24 de desembre de 1937 |                       | Esquerra Republicana de Catalunya    |
|      |     | Rafael Domingo Recio            | 24 de desembre de 1937 | 7 de juny de 1938      |                       | Esquerra Republicana de Catalunya    |
|      |     | Vicenç Fort i Sancho            | 7 de juny de 1938      | 3 de febrer de 1939    |                       | Esquerra Republicana de Catalunya    |
|      |     | José Wenceslao Marin López      | 3 de febrer de 1939    | 2 de novembre de 1939  |                       | Dictadura Franquista                 |
|      |     | Enrique Jonama Darnaculleta     | 2 de novembre de 1939  | 4 de maig de 1944      |                       | Dictadura Franquista                 |
|      |     | Josep Puig i Miracle            | 4 de maig de 1944      | 2 d'octubre de 1945    |                       | Dictadura Franquista                 |
|      |     | Enrique Jonama Darnaculleta     | 2 d'octubre de 1945    | 3 de febrer de 1952    |                       | Dictadura Franquista                 |
|      |     | José Tayá Solanes               | 3 de febrer de 1952    | 28 de març de 1956     |                       | Dictadura Franquista                 |
|      |     | Ramon Solanich Riera            | 28 de març de 1956     | 2 de novembre de 1962  |                       | Dictadura Franquista                 |
|      |     | Josep Maties de España Muntadas | 2 de novembre de 1962  | 3 d'abril de 1973      |                       | Dictadura Franquista                 |
|      |     | Vicenç Capdevila Cardona        | 3 d'abril de 1973      | 1975                   |                       | Dictadura Franquista                 |
|      |     | Vicenç Capdevila Cardona        | 1975                   | 25 d'abril de 1977     | Transició democràtica |                                      |
|      |     | Joan Perelló Masllorens         | 25 d'abril de 1977     | 19 d'abril de 1979     | Transició democràtica |                                      |
|      |     | Juan Ignacio Pujana Fernández   | 19 d'abril de 1979     | 13 de maig de 1994     |                       | Partit dels Socialistes de Catalunya |
|      |     | Celestino Corbacho Chaves       | 13 de maig de 1994     | 13 d'abril de 2008     |                       | Partit dels Socialistes de Catalunya |
|      |     | Núria Marín Martínez            | 13 d'abril de 2008     | 15 de juny de 2024     |                       | Partit dels Socialistes de Catalunya |
|      |     | David Quirós Brito              | 15 de juny de 2024     |                        |                       | Partit dels Socialistes de Catalunya |